# Aglaostigma gibbosum
Aglaostigma gibbosum är en stekelart som först beskrevs av Carl Fredrik Fallén 1808.  Aglaostigma gibbosum ingår i släktet Aglaostigma, och familjen bladsteklar. Arten är reproducerande i Sverige.